# Hyperiimysis madagascariensis
Hyperiimysis madagascariensis är en kräftdjursart som beskrevs av Nouvel 1966. Hyperiimysis madagascariensis ingår i släktet Hyperiimysis och familjen Mysidae. Inga underarter finns listade i Catalogue of Life.